# Amblyglyphidodon curacao
Demoiselle des cornes de cerf
Espèce
Amblyglyphidodon curacao, communément nommé Demoiselle des cornes de cerf, est une espèce de poissons marin de la famille des Pomacentridae.

## Description

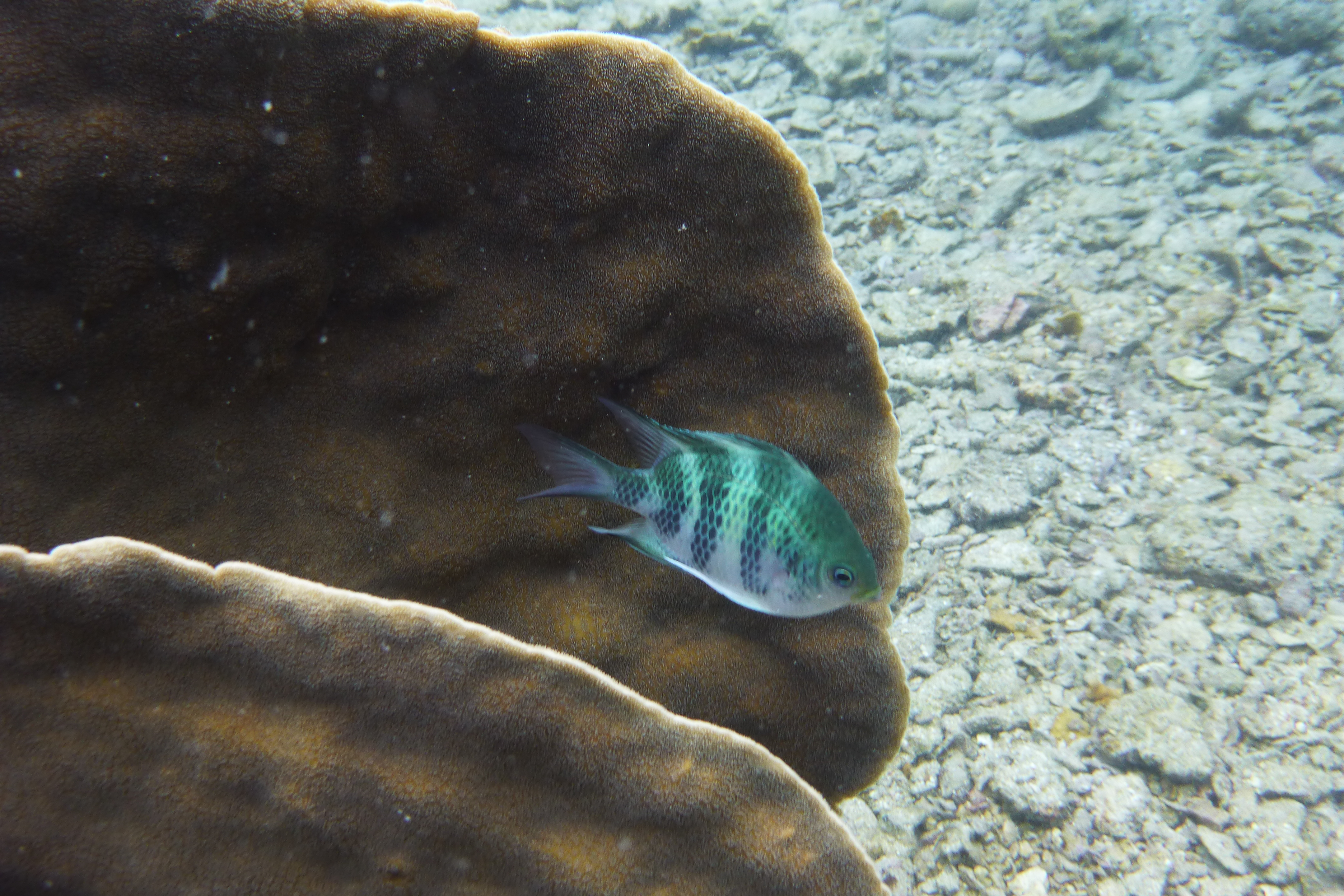
Demoiselle des cornes de cerf, île de Ko Tao, Thaïlande

## Répartition
La demoiselle des cornes de cerf fréquente les eaux tropicales de la zone occidentale de l'Océan Pacifique.

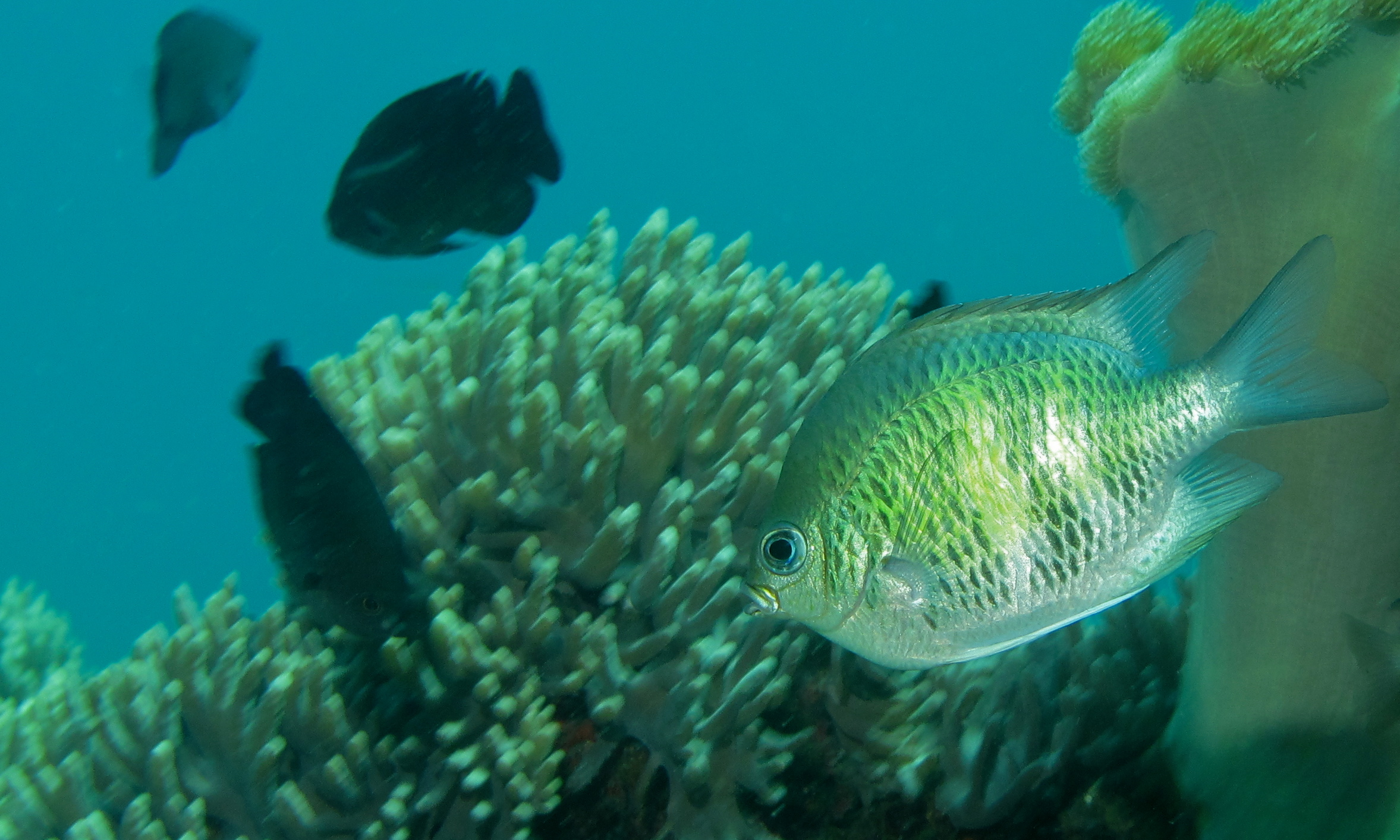
Amblyglyphidodon curacao, Sulawesi, Indonésie